# Fritz August Breuhaus de Groot

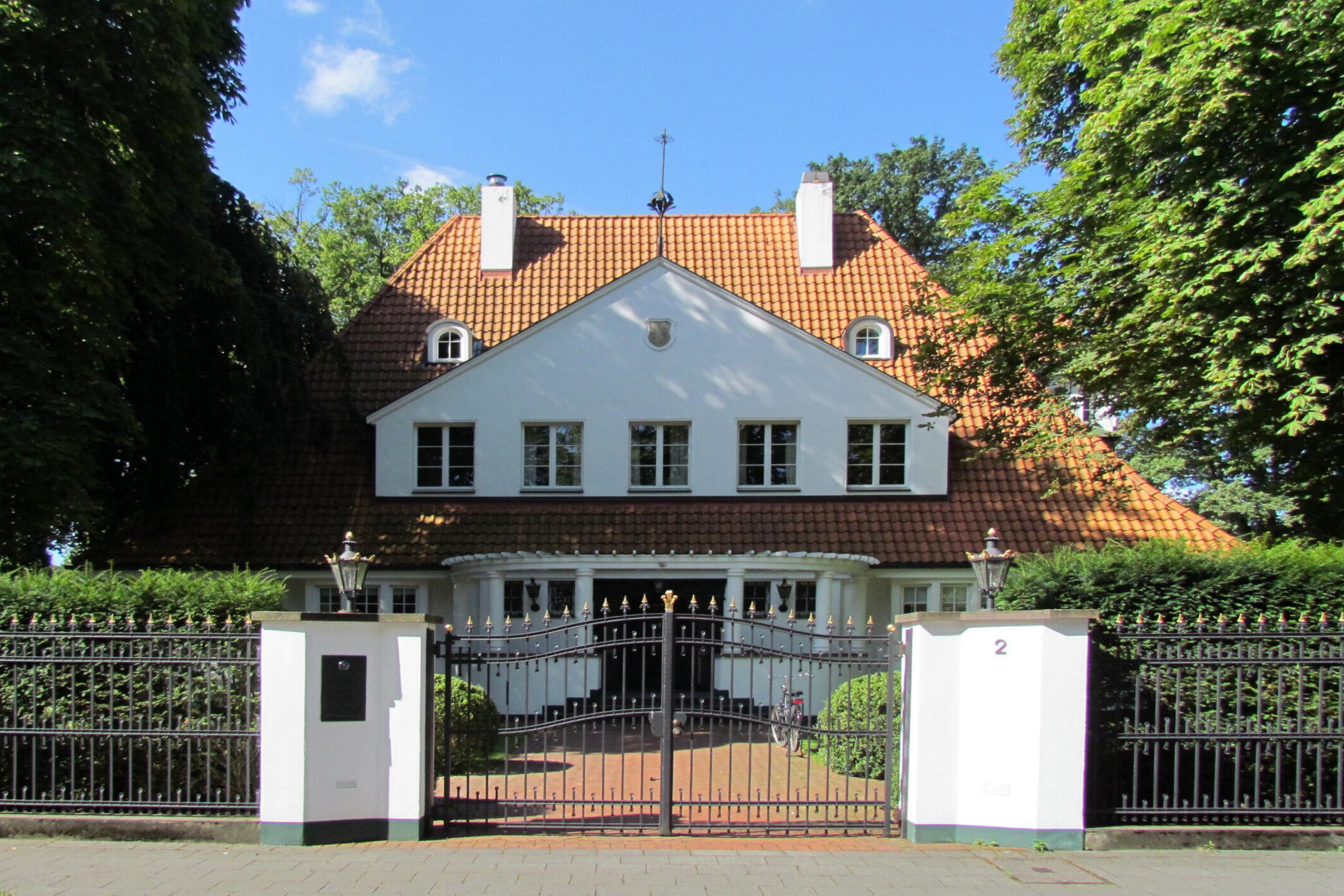
Haus Eichenhof (1910)

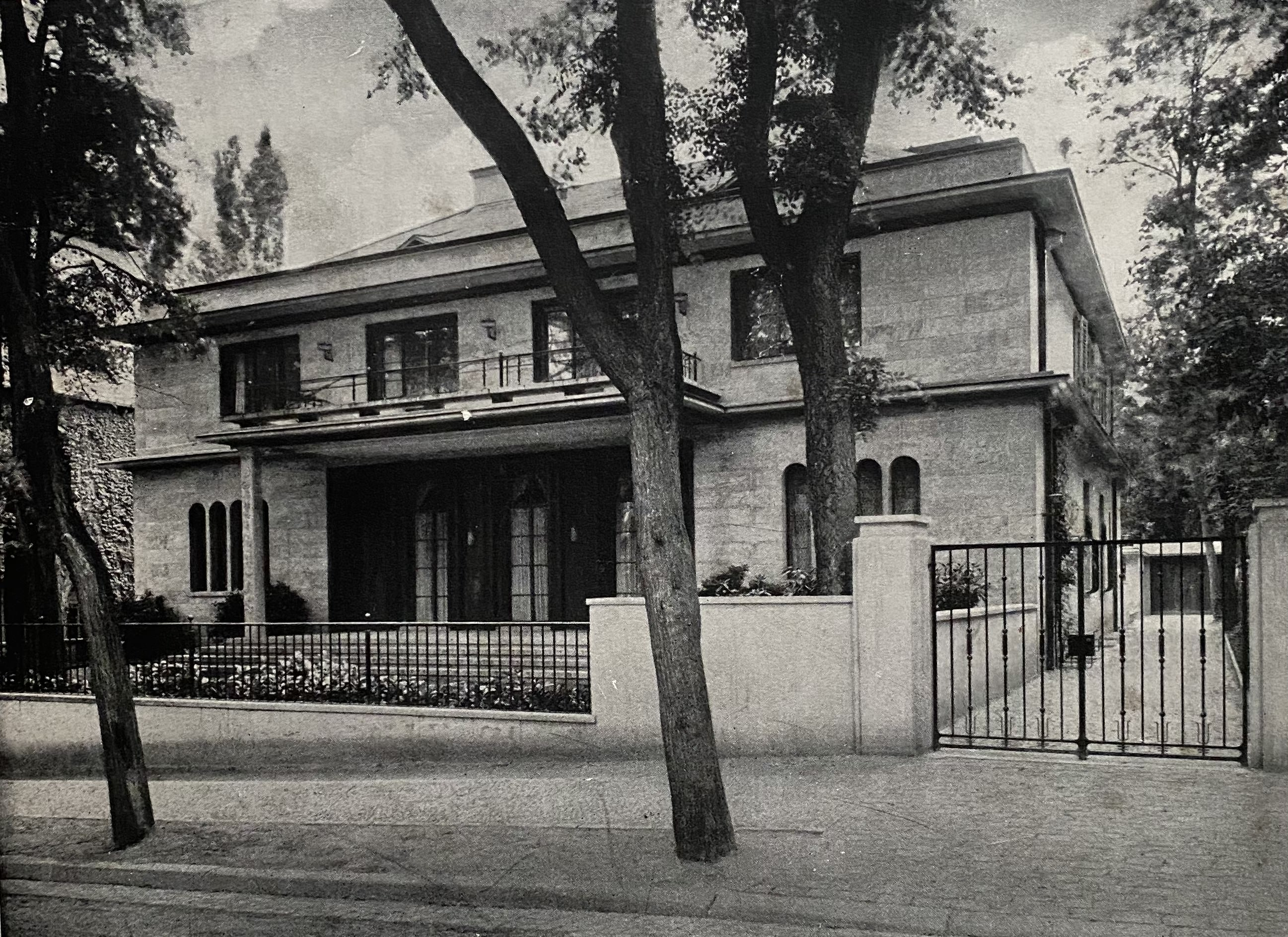
Haus Alexander Koch (1925)

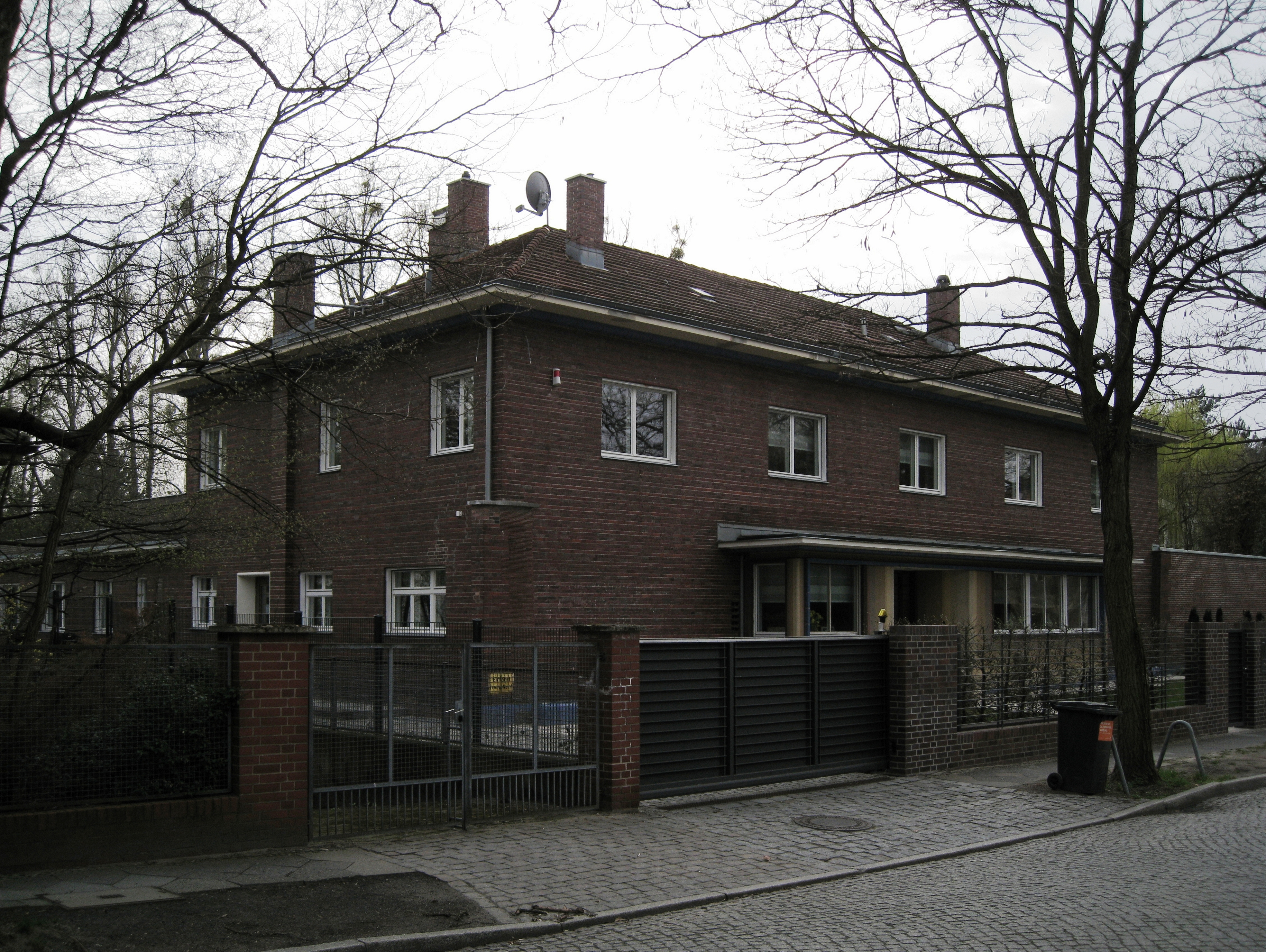
Haus Isay, Berlin-Dahlem (1930)

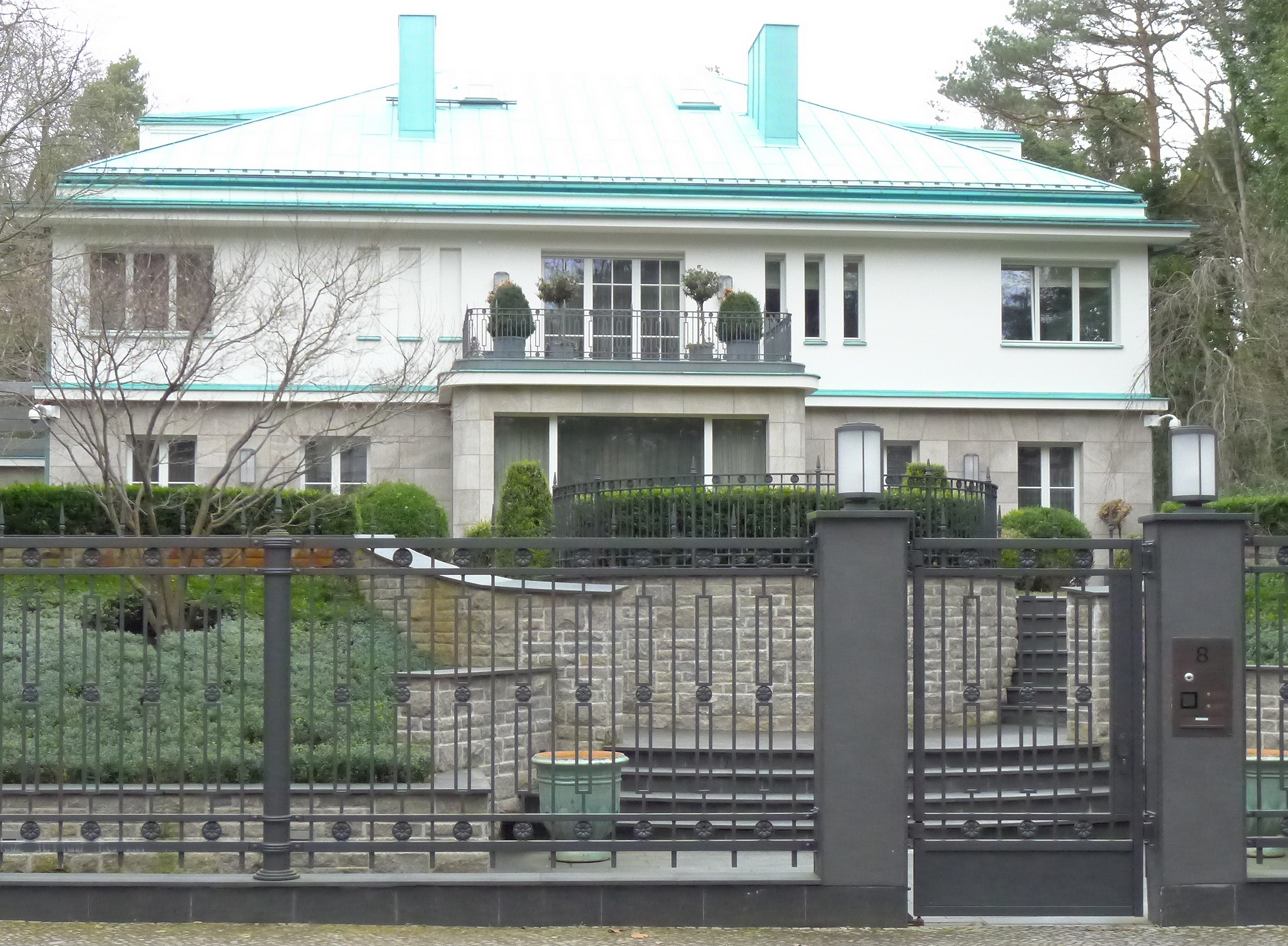
Haus Dr. Landmann, Berlin-Schmargendorf (1933/34)

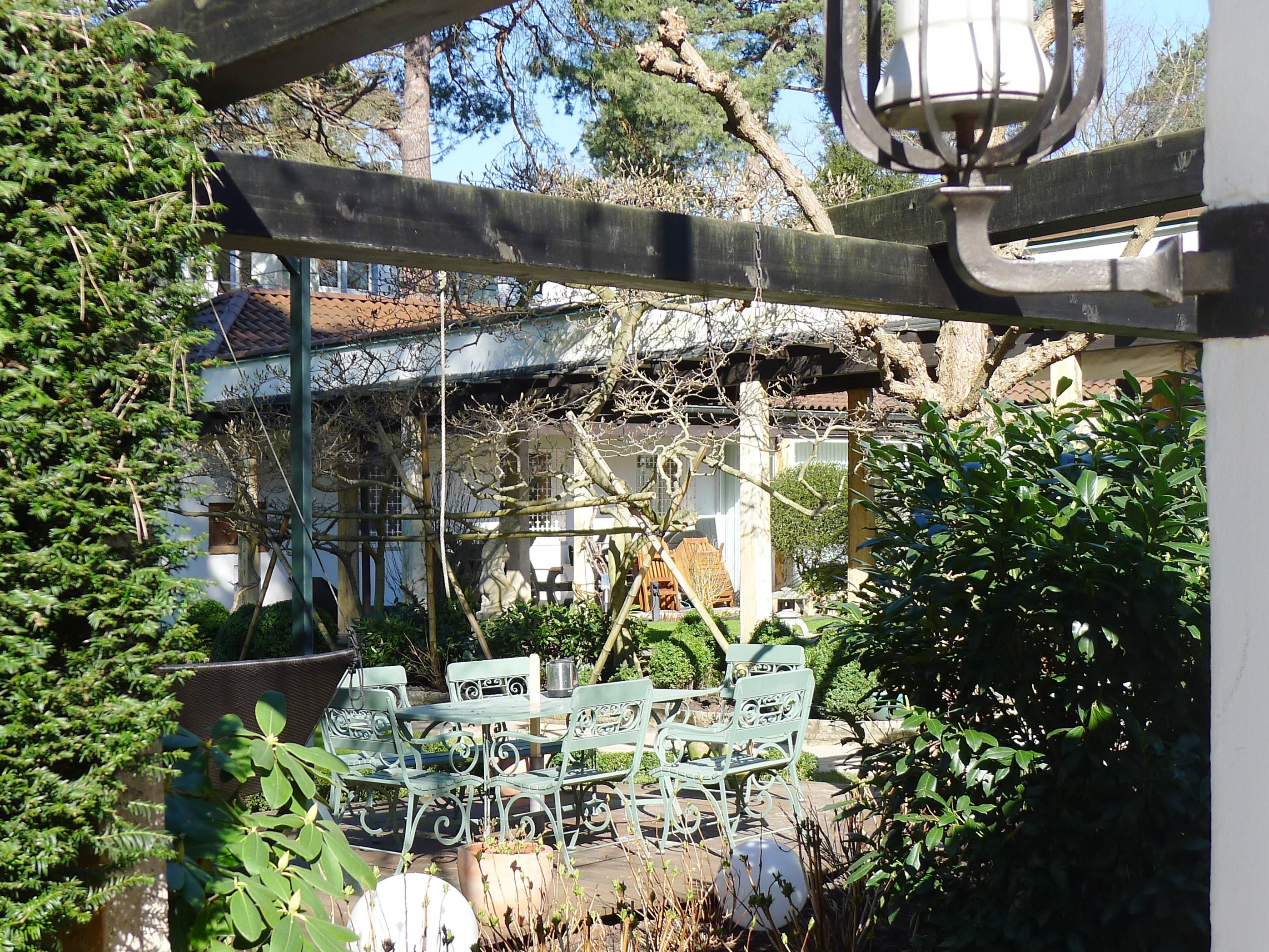
Haus Lille Ø, Gartenhof, Berlin-Schmargendorf (1934)

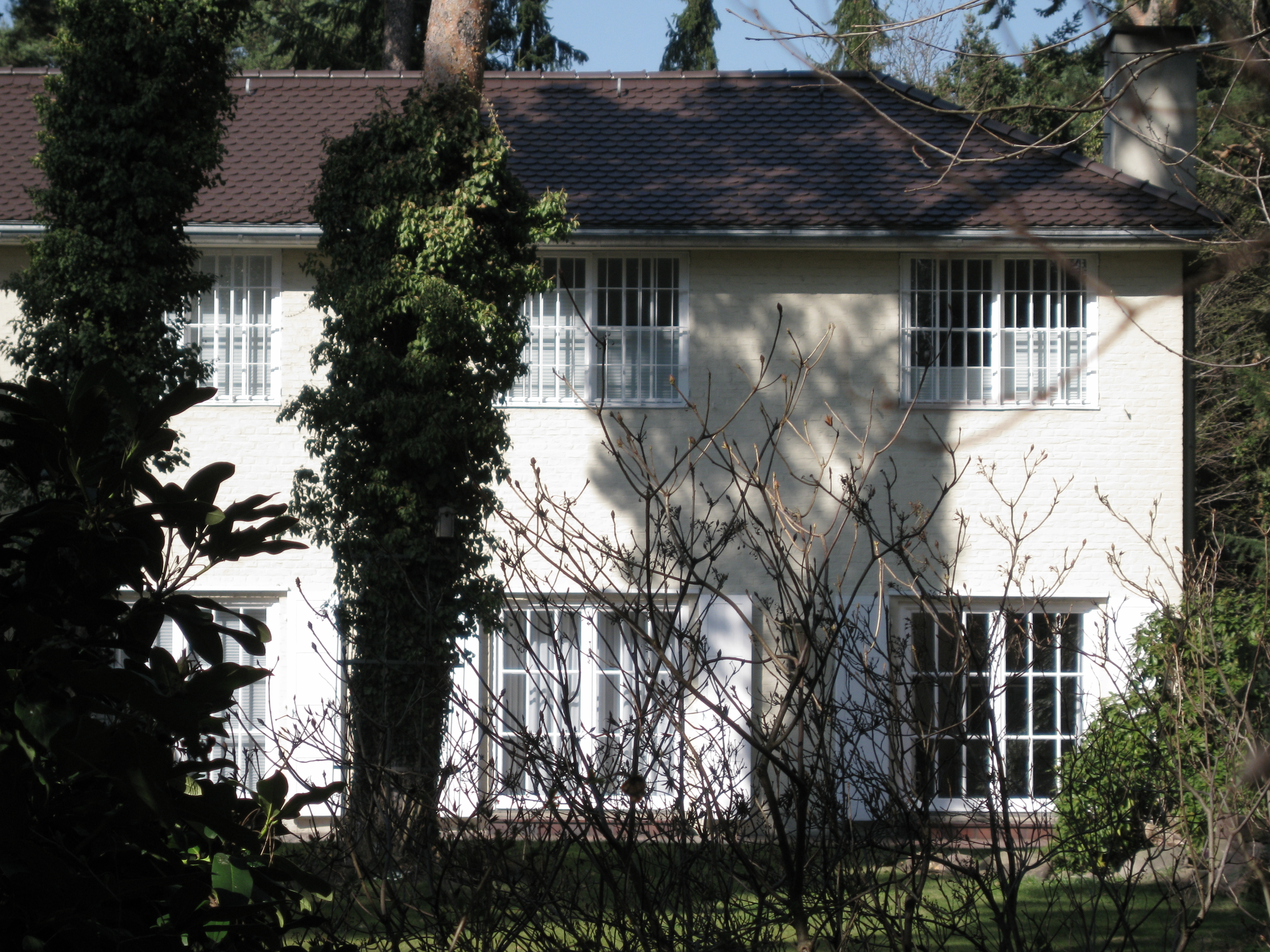
Haus Cornelius Witt, Berlin-Dahlem (1934/35)

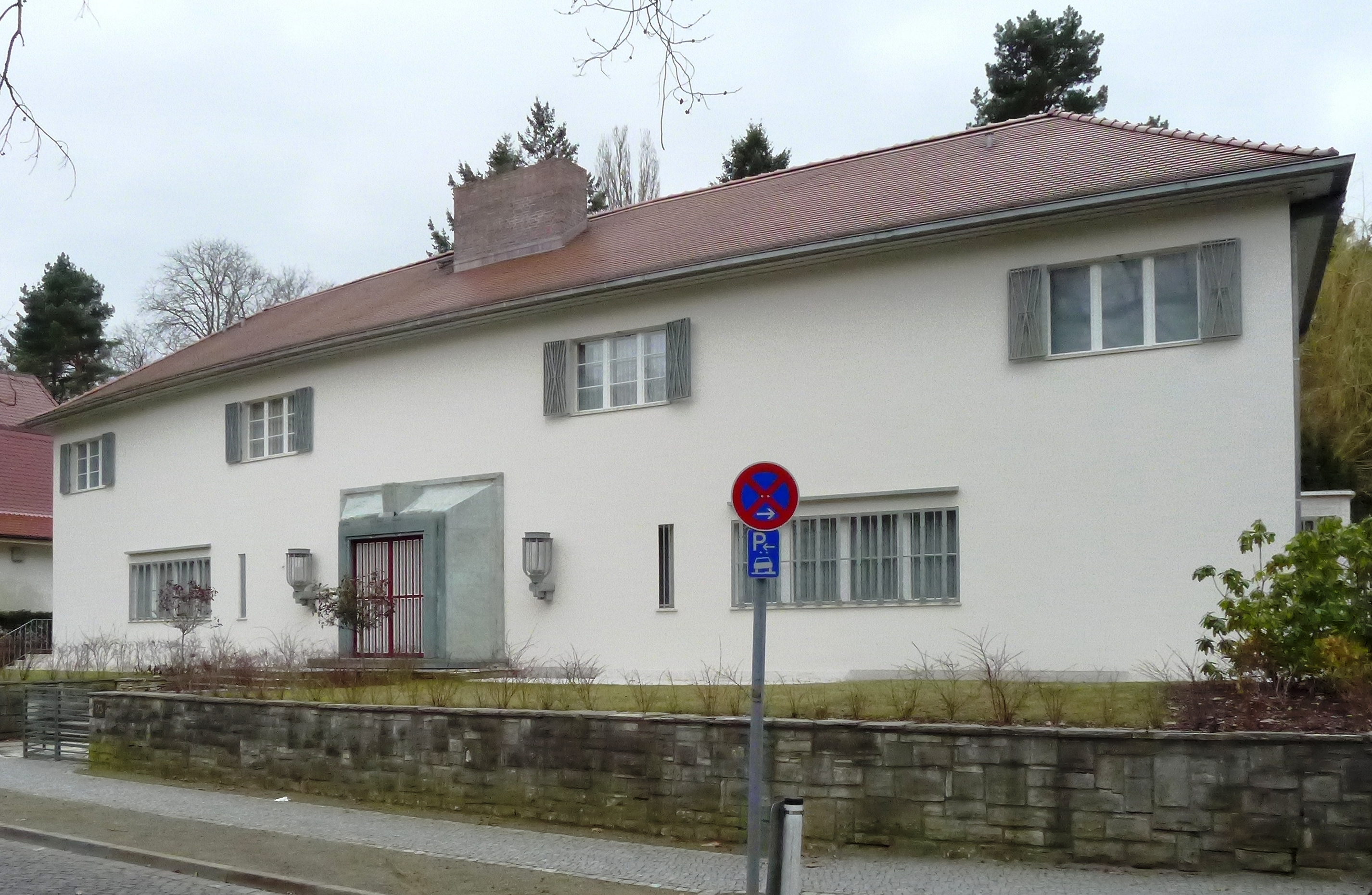
Haus Schumann, Berlin-Schmargendorf (1936)

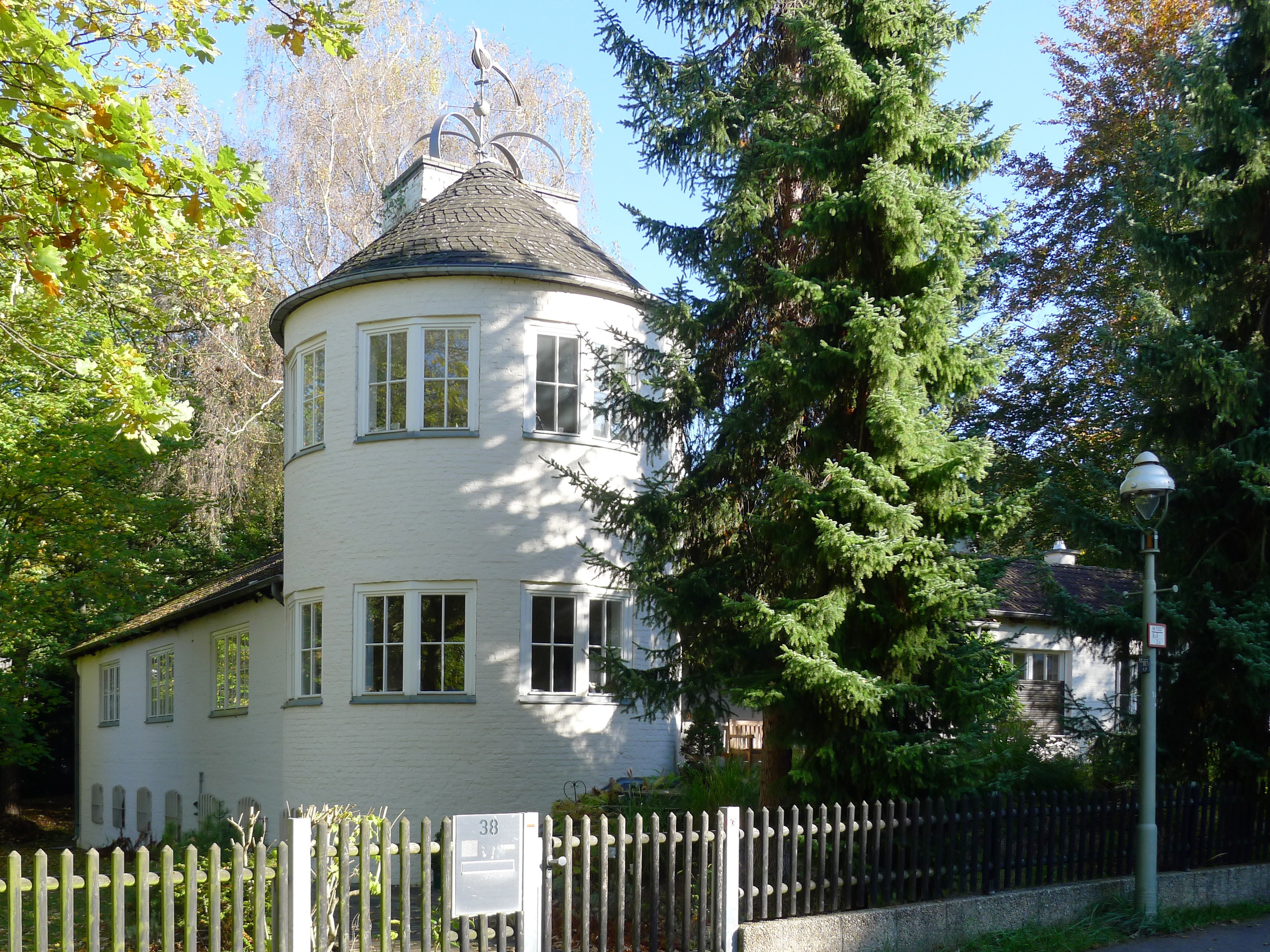
Landhaus Fasanenhof, heute Blumeshof, Berlin-Frohnau (1937)

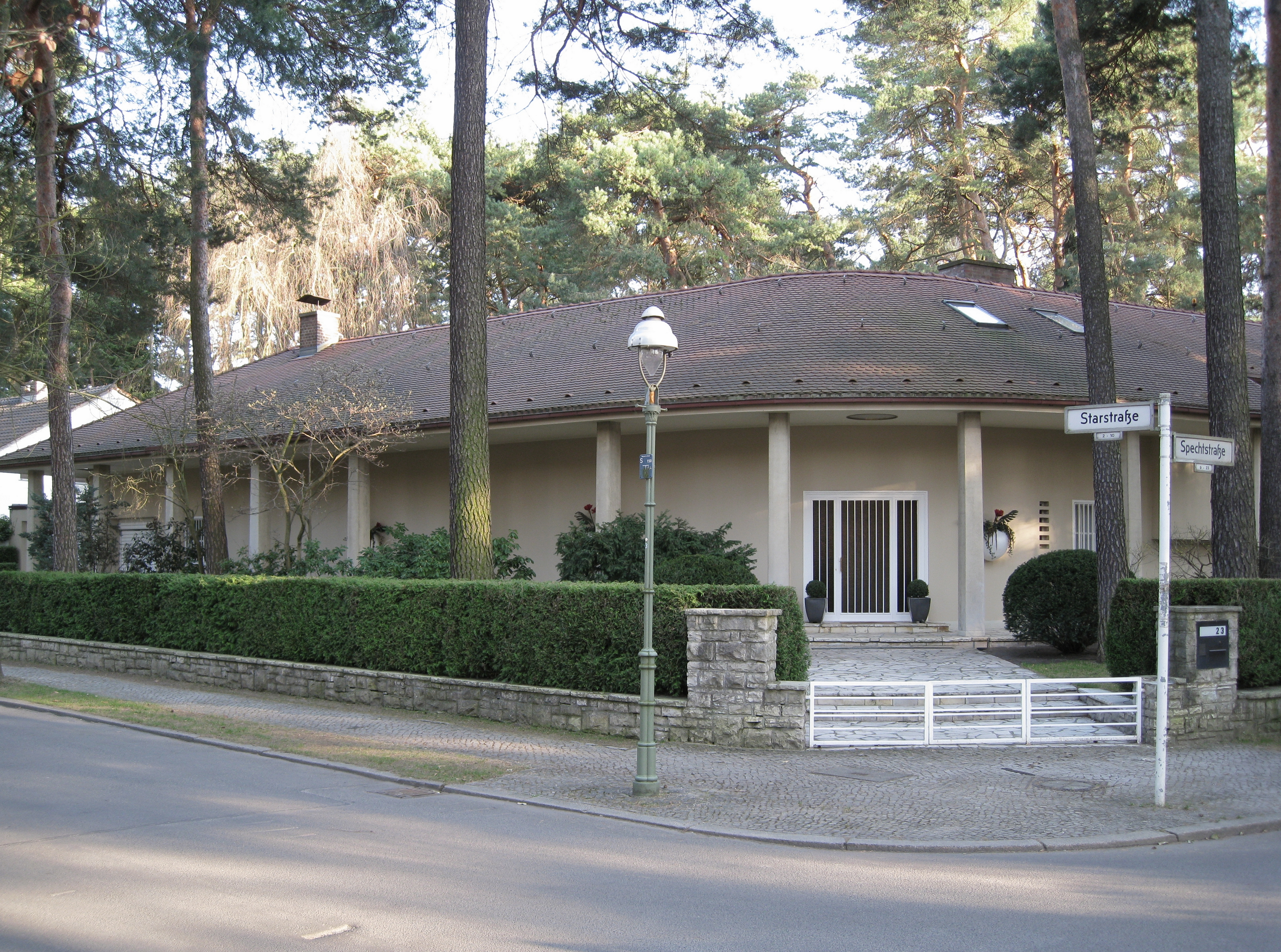
Wohnhaus Walter Hjarup, Berlin-Dahlem (1938/39)

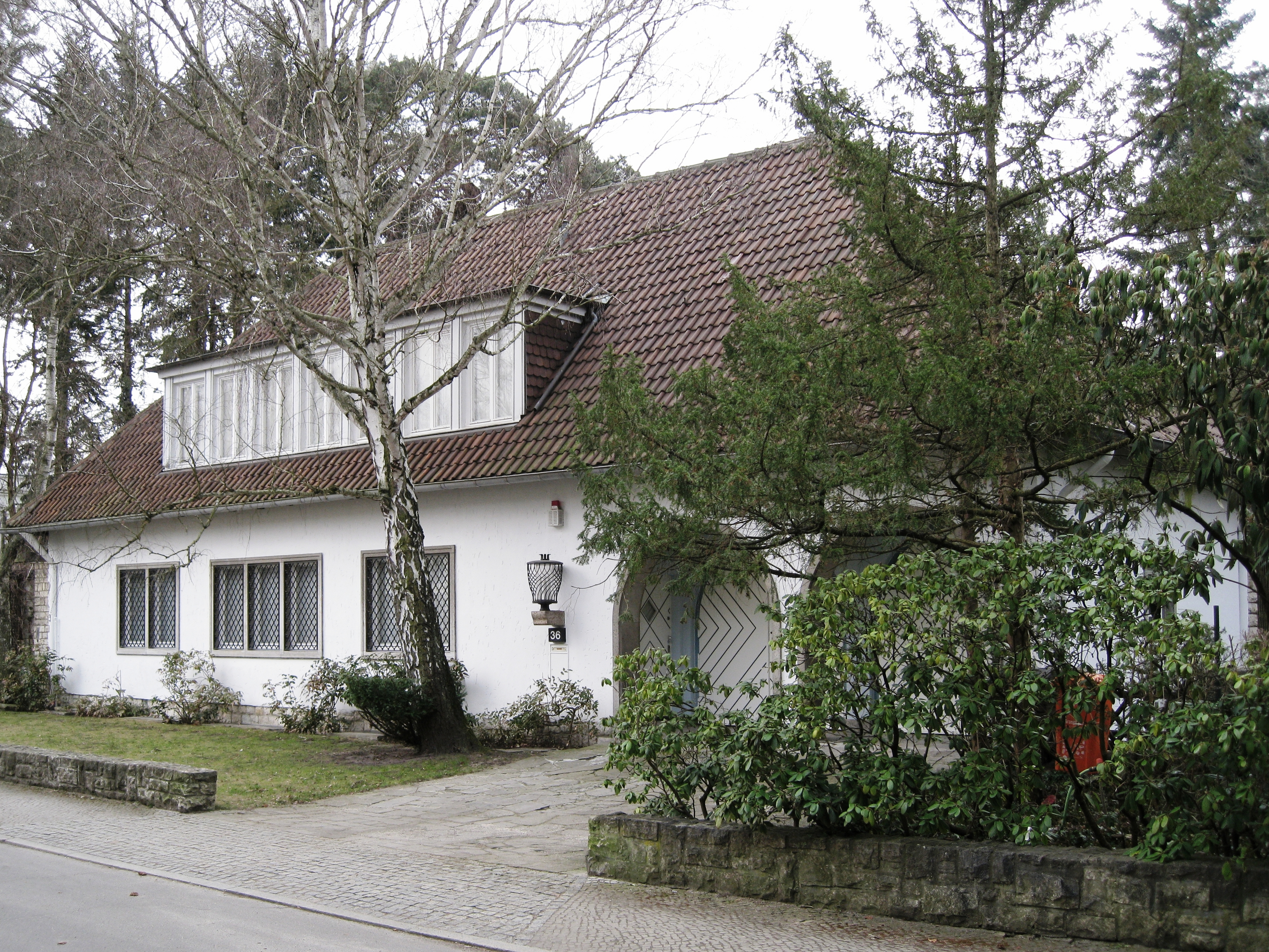
Haus Woite, Berlin-Dahlem (1940)

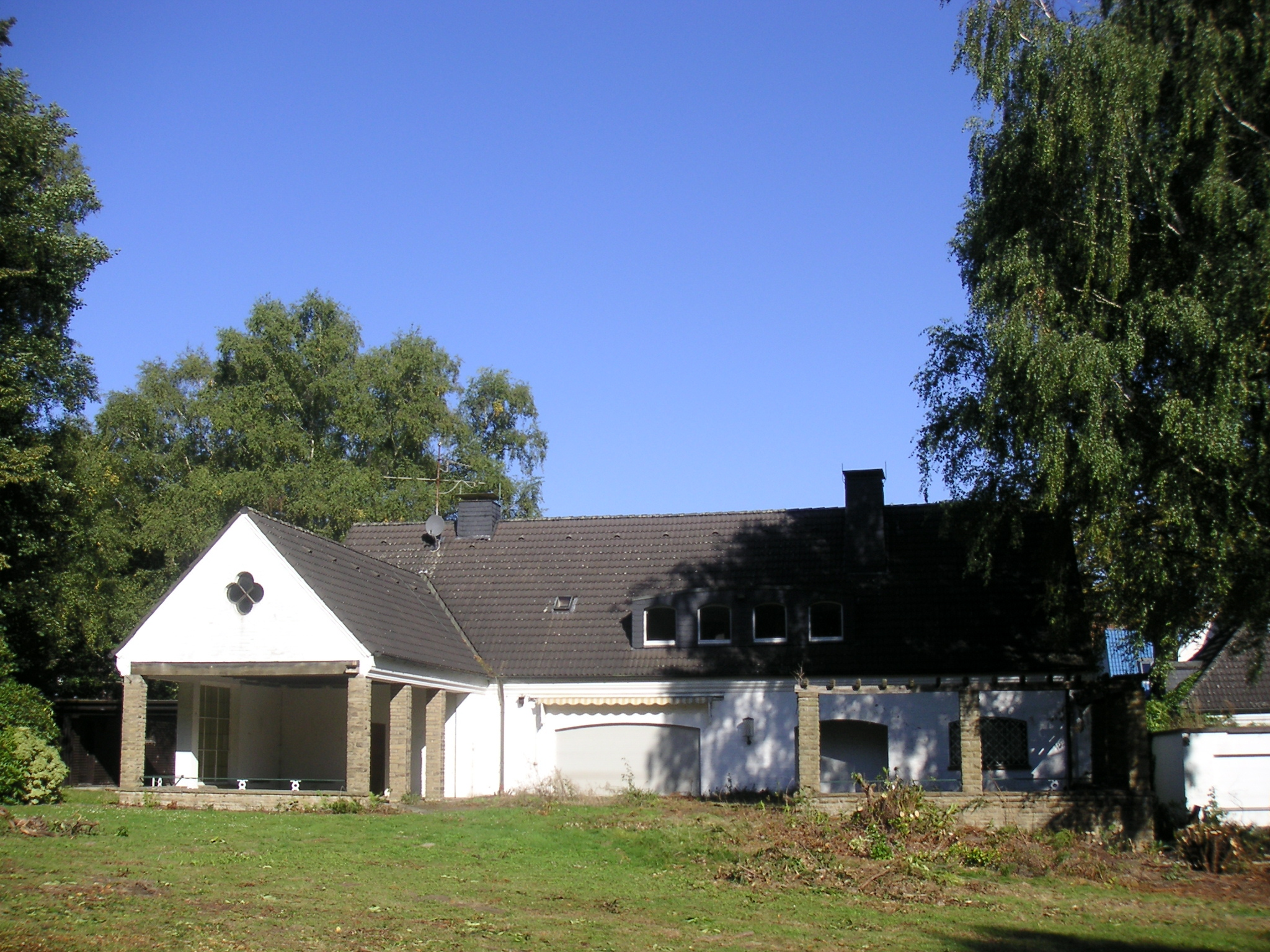
Landhaus Peter Rehme, Dortmund-Kirchhörde (1950)

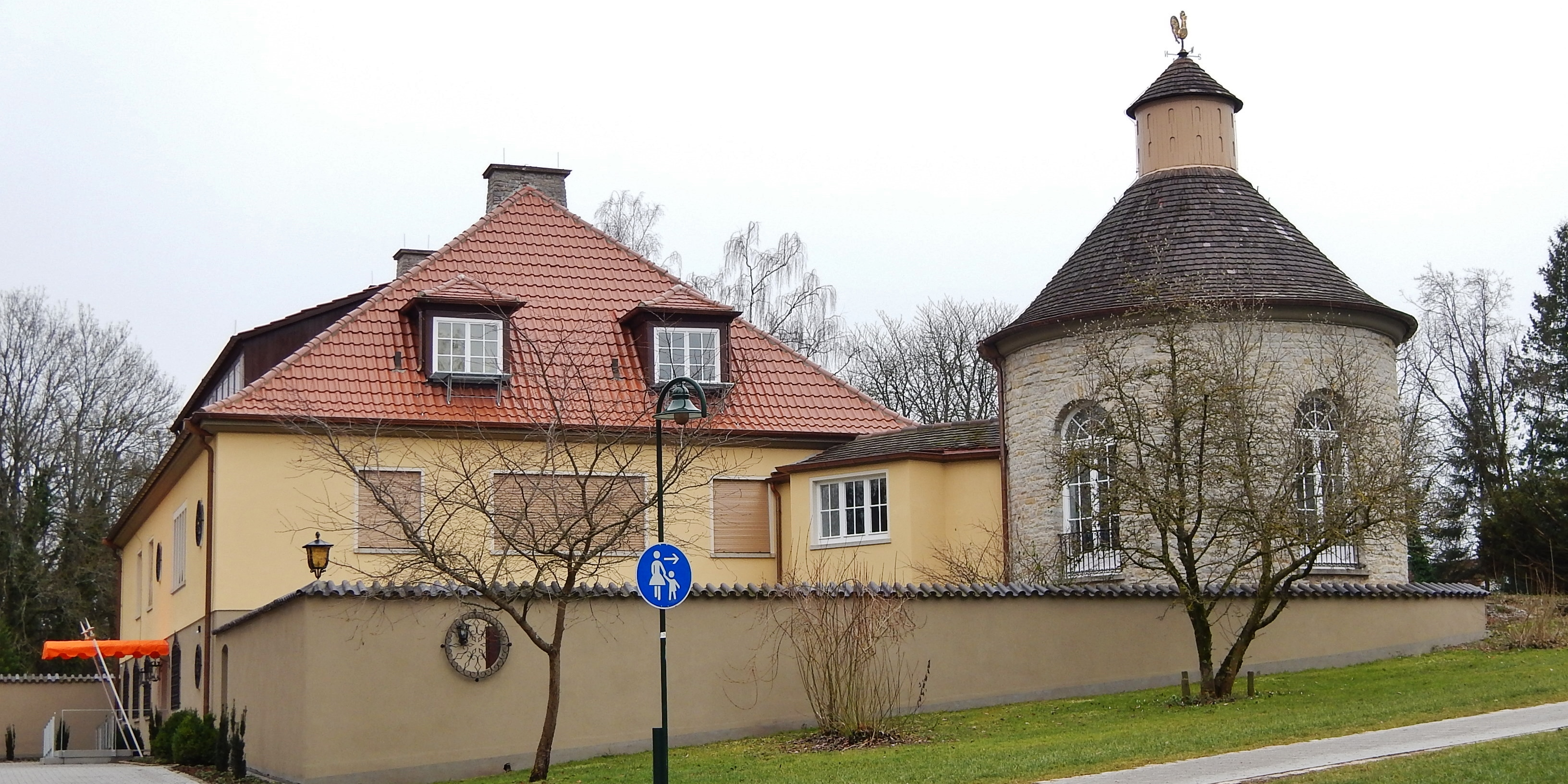
Villa Schwalbenhof, Gärtringen (1953)

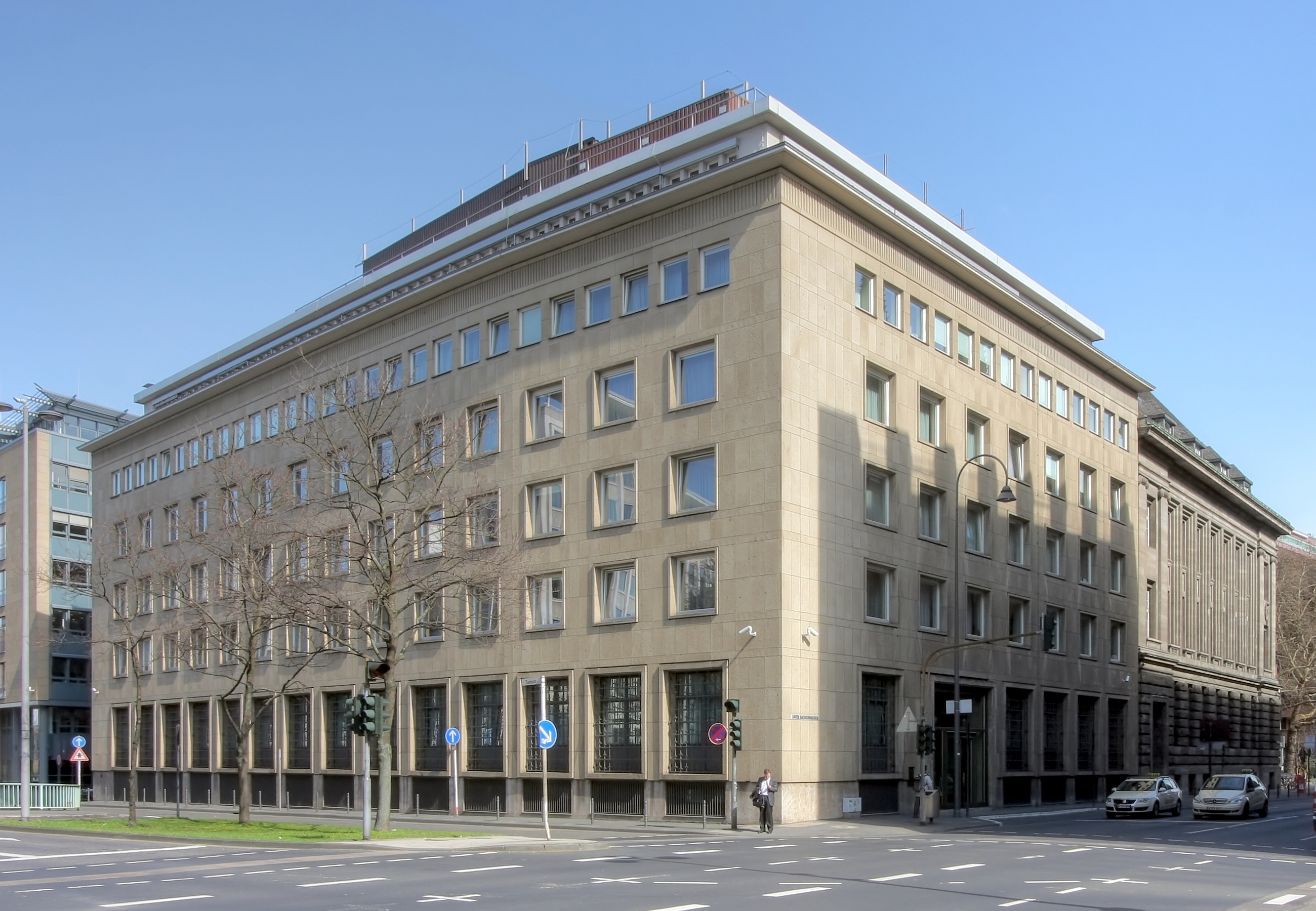
Bankhaus Sal. Oppenheim, Köln (1952/1953)

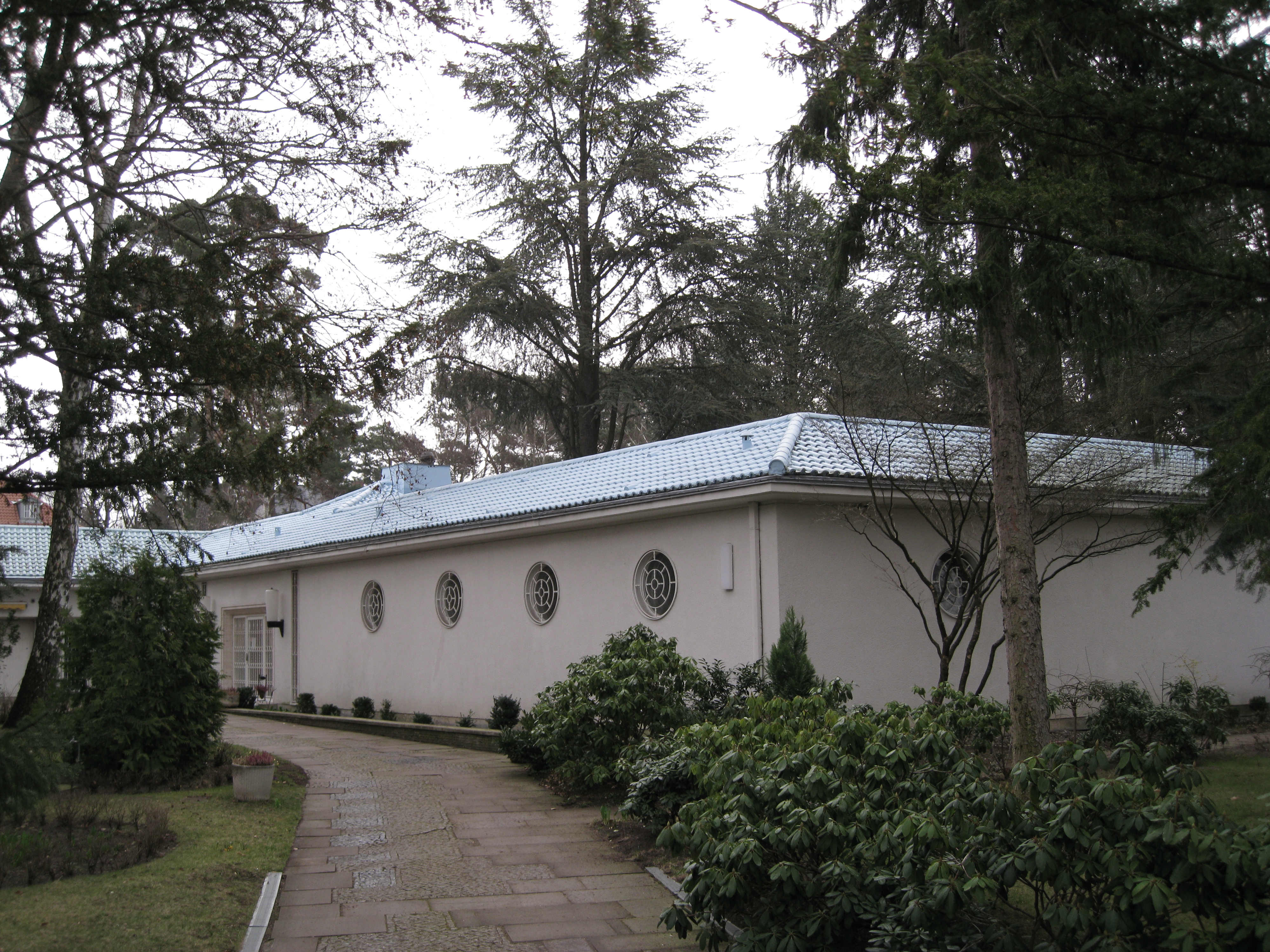
Haus Walter Fiek, Berlin-Dahlem (1959)

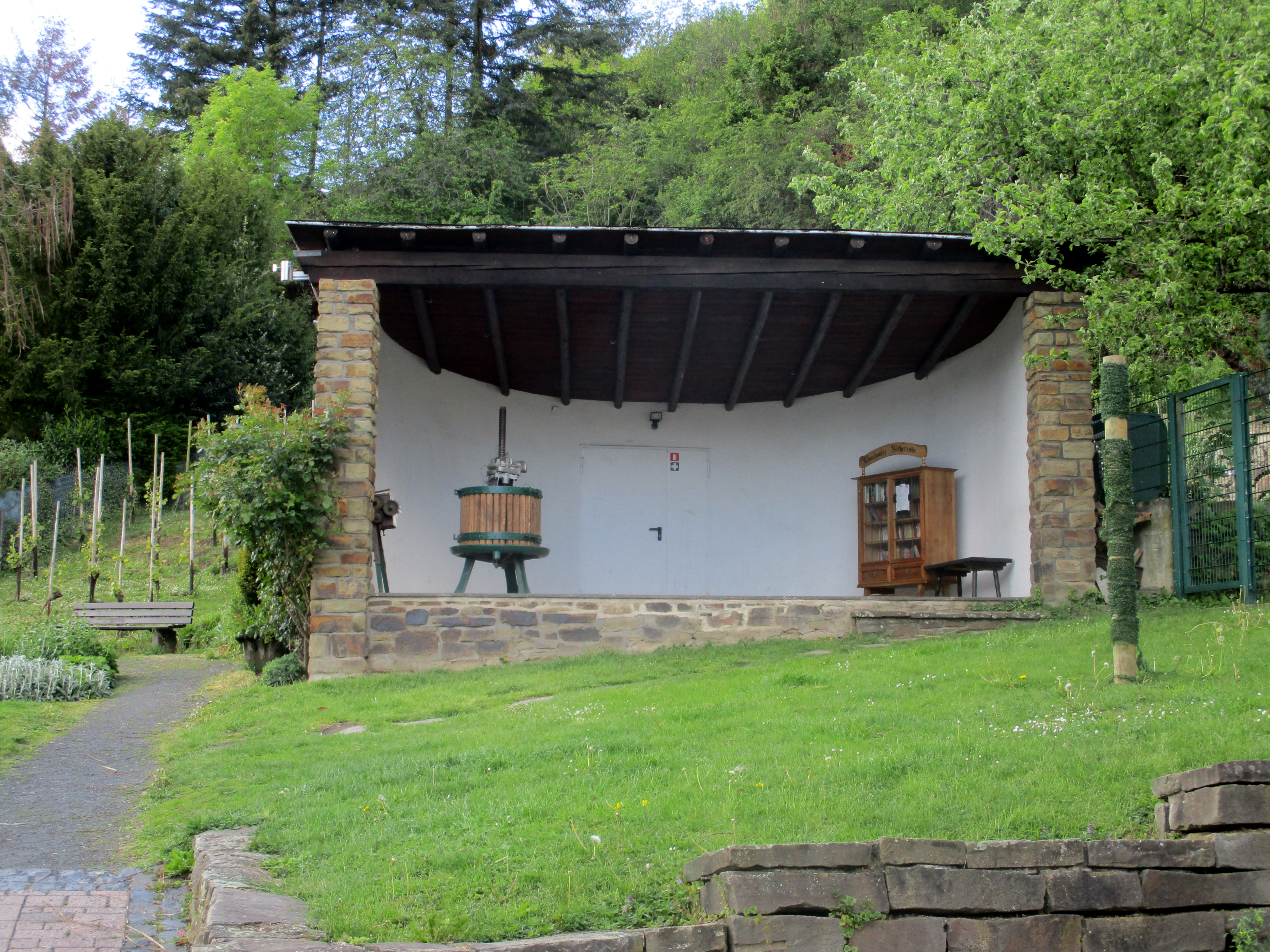
Musikpavillon, Rhöndorf (1959)

Fritz August Breuhaus, ab 1928 auch Fritz August Breuhaus de Groot (* 9. Februar 1883 in Solingen; † 2. Dezember 1960 in Rodenkirchen-Hahnwald) war ein deutscher Architekt, Innenarchitekt und Gestalter. Er entwarf vor allem Stadt- und Landhäuser in Deutschland und der Schweiz. Breuhaus wurde um 1910 Mitglied des Deutschen Werkbundes und im Bund Deutscher Architekten, seit 1928 war er auch Titularprofessor.

## Leben
Breuhaus wurde 1883 als Sohn eines Dentisten in Solingen geboren. Die später von ihm selbst behauptete Abstammung von der niederländischen Malerfamilie Breuhaus de Groot ist bestenfalls nur eine weitläufige Verwandtschaft. Der Namenszusatz „de Groot“, den Breuhaus ab 1928 verwendete, ist daher ein Künstlername, da er urkundlich nicht belegt ist.
Zwischen 1901 und 1905 besuchte Breuhaus in kurzer Folge die Baugewerkschule Barmen-Elberfeld, die Technische Hochschule Darmstadt, die Technische Hochschule Stuttgart, wo er sich dem Corps Stauffia Stuttgart anschloss, und die Kunstgewerbeschule Düsseldorf. Ein abgeschlossenes Studium oder reguläre Examina bzw. Diplome sind jedoch nicht belegbar. In späteren Jahren bezeichnete Breuhaus sich als Schüler von Peter Behrens, was wegen nur weniger Monate Düsseldorfer Lehrtätigkeit von Behrens heute in Frage gestellt wird.

### Düsseldorf 1907
Bereits für 1905 ist der erste in selbstständiger Berufsausübung entstandene Bau nachweisbar. Breuhaus arbeitete in den ersten Jahren mit seinem Schwager zusammen, Büroadressen sind für Moers und Bochum belegt. Ab 1907 lebte und arbeitete er in Düsseldorf. Für die Jahre bis 1914 sind kurzfristige Büropartnerschaften mit den Architekten Carl Mauve und Carl Bensel überliefert. 1907 begannen auch die Planungen zur Gartenstadt Meererbusch in der Nähe von Düsseldorf, in der Breuhaus später etliche Häuser ausführte. Spätestens 1910 wurde er Mitglied des Deutschen Werkbundes (DWB) und war 1914 mit mehreren Inneneinrichtungen an der Deutschen Werkbund-Ausstellung 1914 in Köln beteiligt.

### Köln 1920, Düsseldorf 1922
1914/1918 nahm Breuhaus als Soldat am Ersten Weltkrieg teil, zuletzt im Range eines Feldwebels. 1919 stellte er verschiedene Entwürfe in der Düsseldorfer Galerie des Alfred Flechtheim aus. 1920 ging er nach Köln, wo er gemeinsam mit dem Architekten Jacob Dondorff vor allem im Siedlungsbau tätig war. 1922 bis 1927 arbeitete er dann in Düsseldorf mit dem Architekten Heinrich Rosskotten zusammen, in diesen Jahren entstanden auch viele Industriebauten.
Von den Inneneinrichtungen bis zum Gebrauchsdesign war es nur ein kleiner Schritt; so gründete Breuhaus bereits 1923 eine erste Firma für Kunstgewerbe unter dem Namen „Mikado-Werkstätten“, die in erster Linie handbedruckte Textilien fertigte. Zwar ging dieser Betrieb bald wieder ein, aber Breuhaus gestaltete weiterhin Objekte wie Bestecke, Lampen, Tapeten und anderen luxuriösen Hausrat, z. T. für bekannte Hersteller wie den WK-Verband, die Württembergische Metallwarenfabrik (WMF) oder die Rheinische Tapetenfabrik.
In der zweiten Hälfte der 1920er Jahre entwarf Breuhaus wieder verstärkt großzügige Wohnhäuser für großbürgerliche Auftraggeber, schon früh auch für das Ausland: Zwischen 1927 und 1957 entstanden diverse Projekte in der Schweiz (siehe unten), außerdem in Südeuropa und Südamerika, in den 1930er Jahren auch in der Türkei. In besonderem Maße trugen zu seinem Renommee die Inneneinrichtungen für die 1. Klasse des Ozeandampfers Bremen des Norddeutschen Lloyd bei. Später folgte die Ausstattung des Zeppelin-Luftschiffs LZ 129 Hindenburg. Im Zusammenhang mit der Ausstattung der Bremen kam es auch zur Verleihung des Professoren-Titels an Breuhaus durch den Freistaat Bayern im Dezember 1928. Breuhaus übte jedoch kein Lehramt an einer staatlichen Einrichtung aus.

### Berlin 1931
1931/1932 kam Breuhaus nach Berlin, wo er aufgrund gesellschaftlicher Kontakte und seiner prestigeträchtigen Projekte der vorausgegangenen Jahre schnell beruflich Fuß fasste. In der ersten Zeit bis zur Wiederbelebung des Baugeschehens nach 1933 gründete er zusammen mit dem Fotografen Erich Balg außerdem die private Kunstschule „Contempora“, an der außer ihm selbst und einigen bekannten Berliner Künstlern bzw. Designern auch sein damaliger Mitarbeiter Cäsar F. Pinnau (1906–1988) lehrte, der nach 1937 Karriere machte und 1945 zu einem der prominentesten Architekten und Schiffsdesigner Deutschlands wurde. Nach der Heirat 1932 seiner dritten Ehefrau Botilla Breuhaus (1895–1988) wurden seine kunstgewerblichen Arbeiten zunehmend von ihr beeinflusst.
Der weltläufige, eher kosmopolitisch orientierte Breuhaus konnte der nationalsozialistischen Ideologie nach Aussagen von Zeitzeugen spätestens ab 1935 nichts mehr abgewinnen. Ein Teil seiner bekanntesten Entwürfe der dreißiger Jahre wurde dennoch von der nationalsozialistischen Propaganda instrumentalisiert. Sein internationales Ansehen als Architekt überwog dabei anscheinend seine nicht regime-konforme Haltung in verschiedenen gestalterischen und gesellschaftlichen Punkten. Dabei sind nach heutigem Wissensstand mindestens die Entwurfsaufträge der Innenausstattungen des Zeppelin-Luftschiff LZ 129 „Hindenburg“, des Segelschulschiffs Gorch Fock, der Panzerschiffe Admiral Scheer und Admiral Graf Spee sowie des Avisos Grille eindeutig vor 1933 zu datieren. Trotzdem erhielt Breuhaus noch bis zum Kriegsbeginn 1939 auch von staatlichen oder staatsnahen Stellen Aufträge. Der weit überwiegende Teil seiner Werke nach 1933 geht jedoch auf seine guten Kontakte zu Privatleuten und Wirtschaftsunternehmen zurück.
Gelegentlich beteiligte sich Breuhaus nach 1933 auch an öffentlichen Wettbewerben, so z. B. für ein Gauforum in Frankfurt an der Oder (1937–1938). Dieser Entwurf wurde von Albert Speer ausdrücklich als „nicht monumental genug“ abgelehnt. In Breuhaus' Contempora-Lehrateliers fanden auch Jahre nach der Machtergreifung der NSDAP noch aus dem öffentlichen Dienst entlassene Lehrer ebenso Aufnahme wie „nichtarische“ Schüler. Eine mögliche Emigration verwarf er – wie Zeitzeugen berichten – in Hinblick auf seine geringen Fremdsprachen-Kenntnisse. Spätestens nach Ausbruch des Zweiten Weltkriegs, als Breuhaus' internationales Renommee – wie auch das deutsche Ansehen im Ausland im Allgemeinen – für das Regime endgültig uninteressant wurden, geriet der Architekt unter zunehmenden Druck seitens der nationalsozialistischen Kulturpolitik. 1941 zog er weg von Berlin in die Provinz, gemeinsam mit seiner Frau verbrachte er die Kriegsjahre in der Nähe von Bad Kissingen und nahm bis nach Kriegsende keine Aufträge an. Am 12. Februar 1942 beantragte er die Aufnahme in die NSDAP und wurde zum 1. April desselben Jahres aufgenommen (Mitgliedsnummer 8.768.809). Ein Entnazifizierungsverfahren ist nicht bekannt oder angestrengt worden, die NSDAP-Mitgliedschaft ließ er später in Angaben zu seiner Biografie weg. Ungefragt wird er auf der sogenannten Gottbegnadeten-Liste von Propagandaminister Joseph Goebbels als wichtiger Architekt des NS-Staates aufgeführt.

### Köln 1950
Ab 1947 orientierte sich Breuhaus zurück ins Rheinland, nach diversen Projekten eröffnete er 1950 ein Büro in Köln. Da er in Bezug auf das Dritte Reich gemeinhin als „unbelastet“ galt, konnte er wieder dort anknüpfen, wo er (scheinbar) 1932 aufgehört hatte. Seine alten und neuen Beziehungen in die Kreise der rheinisch-westfälischen Wirtschaft machten ihn erneut zu einem gefragten Architekten. Die zahlreichen Stadt- und Landhäuser für wohlhabende Bauherren bezeugen sein Ansehen und Erfolg. 1952 bezog er ein selbst entworfenes Wohnhaus („Lille Brøndegaard“ = dänisch: Kleiner Brunnenhof) in Bad Honnef.
Bis zu seinem Tod 1960 blieb Breuhaus beruflich aktiv. Danach führten seine Frau und sein letzter Teilhaber, der Architekt Artur Gérard, die laufenden Projekte weiter. Eine ganze Reihe von Bauten wurde so erst posthum vollendet. Die Grabstätte der Eheleute befindet sich auf dem Kölner Südfriedhof.

## Bauten und Entwürfe
- 1905–1906: Wohnhaus für den Fabrikanten W. in Solingen
- 1906–1912: Schloss Pesch in Meerbusch (Umbau)
- um 1908: Wohnhaus für Prof. Hofius in Moers,[11]
- 1909–1910: Orangerie für den Herzog von Arenberg
- 1910: Bobhaus in Winterberg (2009 durch Brand stark beschädigt[12])
- 1910–1911: eigenes Wohnhaus Landhaus Eichenhof in der Gartenstadt Meererbusch bei Düsseldorf,[13]
- vor 1913: Innenausbauten im Hotel Fürstenhof in Münster[14][15]
- 1913: Wohnhaus für den Bauunternehmer V. in Duisburg (nicht erhalten)
- 1915: Wohnhaus für den Fabrikanten Büttner (Inhaber der Büttner-Werke) in Krefeld-Uerdingen,[16]
- 1920–1921: Siedlung in Köln-Bickendorf
- vor 1921: Haus Krämer in Dortmund[17]
- 1922: Wohn- und Geschäftshaus Schweikert in Kirn (Nahe), Steinweg 2
- 1923: zwei Direktorendoppelwohnvillen der August-Thyssen-Hütte in Hamborn, Mecklenburger Straße 19/21 und 25/27
- 1923–1925: Bankgebäude der Westfalenbank in Bochum (stark verändert)
- 1924: Umbau Bankhaus Hardy & Co. in Berlin-Mitte, Taubenstraße 20,[18]
- 1924–1925: Schwesternheim der Diakoniestiftung Lazarus in Berlin-Gesundbrunnen, Bernauer Straße 115 – 116,[19]
- 1925: Siedlung Vierlinden der August-Thyssen-Hütte in Hamborn, Bogenstraße,[20]
- 1925: Haus Alexander Koch in Darmstadt, Annastraße 25,[21][22]
- 1925–1926: Landhaus für den Berliner Bankier Fritz Andreae in Feldafing am Starnberger See
- 1927: Wohnhaus in Valparaíso, Chile
- 1927/1928: Villa Steinmann in Fahrwangen, Kanton Aargau, Schweiz
- vor 1928: Kabarett Jungmühle in Düsseldorf,[23]
- 1928: Landhaus für Generalkonsul Dr. D. in Caslano, Kanton Tessin, Schweiz
- 1928–1929: Wohnhaus für den Textilfabrikanten W. in Stuttgart (abgebrochen)
- 1928–1929: Innenausstattung der 1. Klasse des Schnelldampfers Bremen (mit Cäsar F. Pinnau)
- vor 1929: Entwurf für das Haus eines Malers im Kanton Tessin, Schweiz
- vor 1930: Golf- und Gästehaus La Magliasina in Magliaso bei Caslano, Kanton Tessin, Schweiz
- 1930: Sommerhaus für die Schauspielerin Brigitte Helm bei Berlin
- um 1930: Studentenhaus in der Therbusch'schen Ressource in Berlin-Mitte, Oranienburger Straße 18,[24]
- 1930–1931: Landsitz für den Patentanwalt Rudolf Isay in Berlin-Dahlem, Hüttenweg 9,[25]
- 1932: Landhaus für H. Thomi in Arlesheim, Kanton Basel-Landschaft, Schweiz
- um 1933: Casa Scania für Rudolf Caracciola in Lugano-Ruvigliano, Kanton Tessin, Schweiz
- vor 1933: Wochenendhaus am Wannsee[26]
- 1933: Wohnhaus Bernet in Berlin-Grunewald, Griegstraße 31,[27][28]
- 1933–1934: Haus Dr. Landmann in Berlin-Schmargendorf, Max-Eyth-Straße 8,[29][30]
- 1934: eigenes Wohnhaus Lille Ø in Berlin-Schmargendorf, Max-Eyth-Straße 12a,[31][32]
- 1934: Wohnhaus Zander in Berlin-Schmargendorf, Rheinbabenallee 41a,[33]
- 1934–1935: Wohnhaus Pohlschröder in Berlin-Westend, Hohensteinallee 4,[34]
- 1934–1935: Wohnhaus Oskar Zahn in Berlin-Grunewald, Griegstraße 29, (mit Gartenanlagen von Georg Pniower)[35][36]
- 1934–1935: Haus Bauer in Berlin-Wannsee, Am Sandwerder 27 (mit Gartenanlagen von Georg Pniower)[37][38]
- 1934–1935: Haus Cornelius Witt in Berlin-Dahlem, Finkenstraße 9,[39]
- vor 1935: Verwaltungsgebäude für die Helvetia & Heinrich Frank Söhne AG in Basel
- 1935: Konzertmuschel in Swinemünde,[40]
- um 1935: Entwürfe für Stahlrohrmöbel des Herstellers Thonet
- 1935–1937: Geschäftshaus der Reichs-Kredit-Gesellschaft in Berlin-Mitte, Friedrichstraße 169/170 (abgebrochen)[41]
- 1935–1937: Passagierkabine des Luftschiffs LZ 129 Hindenburg (mit Cäsar F. Pinnau)
- 1936: Haus Franz in Berlin-Grunewald, Spohrstraße 6,[42][43]
- 1936: Haus Richter in Berlin-Grunewald, Spohrstraße 8,[44][45]
- 1936–1937: Wohnhaus Schumann in Berlin-Schmargendorf, Miquelstraße 23,[46]
- vor 1937: Haus C. an der Messelstraße in Berlin-Dahlem,[36]
- 1937: Landhaus Fasanenhof, heute Blumeshof, für den Pädagogen Wilhelm Blume in Berlin-Frohnau, Speerweg 38
- 1937–1938: Wohnhaus A. H. Schilling in Berlin-Schmargendorf, Max-Eyth-Straße 32,[47]
- vor 1938: Villenensemble am Dianasee,[48]
- vor 1938: Jagdhaus Julianenhof bei Havelberg,[49]
- 1938: Wohnhaus für Bauingenieur Franz Dischinger in Berlin-Grunewald, Bismarckallee 16a,[50]
- 1938–1939: Wohnhaus Walter Hjarup in Berlin-Dahlem, Spechtstraße 21 & 23,[51][52][53]
- vor 1939: Landhaus M.M. in Schönwalde,[54]
- 1939–1940: Verwaltungsgebäude für den Verband Deutscher Chemiker in Berlin-Wilmersdorf, Rüdesheimer Straße / Johannisberger Straße,[55]
- 1939–1940: Wohnhaus Woite in Berlin-Dahlem, Pücklerstraße 36,[56]
- vor 1940: Umbau eines Palais für eine Versicherungsgesellschaft in Wien,[57]
- vor 1940: Haus Dr. G. in Berlin-Dahlem,[58]
- vor 1940: Haus am See in Berlin-Grunewald,[59]
- vor 1940: Haus Baronin Sch. in Berlin-Dahlem,[60]
- vor 1940: Haus Dr. Ö. in Halle,[61]
- vor 1941: Landhaus Florian bei Partenkirchen,[62]
- vor 1941: Landhaus Al Roccolo del Moro für den Piloten Comandante Arturo Ferrarin bei Varese,[63]
- vor 1943: Repräsentation der Gildemann Cigarrenfabriken in Berlin-Mitte, Unter den Linden 37,[64]
- 1950: Landhaus Im kühlen Grunde für den Zuckerfabrikanten und Honorarkonsul Peter Rehme in Dortmund-Kirchhörde
- 1951–1952: eigenes Wohnhaus Lille Brøndegaard (= Kleiner Brunnenhof) in Bad Honnef
- 1952/1953: Bankhaus Sal. Oppenheim in Köln,[65]
- 1952: Verwaltungsgebäude für den Verband Deutscher Papierfabriken in Bonn, Adenauerallee 55
- vor 1953: Kaufhaus Hettlage in Bonn
- 1953: Wohnhaus Schwalbenhof für den Fabrikanten Erich Kiefer in Gärtringen
- 1953: Turmhaus Monte Brè in Lugano-Castagnola, Kanton Tessin, Schweiz
- 1954: Haus Pergola im Kanton Tessin, Schweiz
- 1954: Villa Castelletto für Alice Scherrer von Guggenberger in Sorengo, Kanton Tessin, Schweiz
- 1955: evangelische Kapelle in Glashütten (Taunus)
- vor 1957: Haus bei Küssnacht, Kanton Luzern, Schweiz
- vor 1957: Landhaus bei Zürich
- 1958–1959: Haus Fiek für den Modehausbesitzer Walter Fiek in Berlin-Dahlem, Amselstraße 22–24,[66]
- 1959: Musikpavillon am Ziepchensplatz in Bad Honnef-Rhöndorf
- zwischen 1957 und 1960: Landhaus für Karl-Heinz Sonne in Dortmund-Lücklemberg
- vor 1960: Großes Haus auf den Taunuswiesen,[67]
- 1960–1961: Wohnhaus für Udo Giulini in Heidelberg (2009 abgerissen)[68][69]

## Schriften
- Landhäuser und Innenräume. Mit künstlerischen Aufnahmen von Erwin Quedenfeldt. Ernst Ohle, Düsseldorf 1911, Digitalisat der Bayerischen Landesbibliothek (BSB).
- Das Haus eines Kunstfreundes. In: Innen-Dekoration, 1926, Jg. 37, S. 19–25, mit Illustrationen, (Digitalisat).
- Der Ozean-Express „Bremen“. (Technische Einleitung von P. Biedermann) F. Bruckmann, München 1930.
- Neue Bauten und Räume. Wasmuth, Berlin 1941.
- Bauten und Räume. Wasmuth, Tübingen 1953.
- Landhäuser. Bauten und Räume. 3. veränderte Neuauflage, Wasmuth, Tübingen 1961.